# Desmogomphus paucinervis
Desmogomphus paucinervis – gatunek ważki z rodziny gadziogłówkowatych (Gomphidae).